# Herbert A. Hauptman
Herbert Aaron Hauptman, (Nueva York, 14 de febrero de 1917 - Búfalo, 23 de octubre de 2011) fue un matemático estadounidense galardonado con el Premio Nobel de Química del año 1985.

## Biografía
Nacido en el modesto barrio del Bronx de Nueva York, fue el hijo mayor de padres también modestos, Israel Hauptman, impresor, y Leah Rosenfeld, vendedora.
Se interesó por la ciencia y las matemáticas desde joven. Se graduó en 1937 en la Universidad de Nueva York (llamada "el Harvard del proletariado"), y en 1939 recibió un máster en la Universidad de Columbia. Tras servir en la II Guerra Mundial, decidió seguir el camino de la investigación básica, doctorándose en Matemáticas en la Universidad de Maryland en 1954 con una tesis de título An n-Dimensional Euclidean Algorithm. En 1947 se había matriculado también en el programa de doctorado en Filosofía de la misma universidad, de la que recibirá igualmente el título en 1954.

## Investigaciones científicas
Desde 1947 colaboró con Jerome Karle (director de su tesis doctoral) en el Laboratorio de Investigación Naval de Washington D. C.. Según sus propias palabras, "nuestra colaboración se demostró fructífera, pues su formación como físico-químico, y la mía como matemático, se complementaban muy bien". Hauptman y Karle abordaron el problema del desarrollo de métodos directos para la determinación de estructuras cristalinas, obteniendo los espectros correspondientes de difracción electrónica mediante instrumentos prácticos de su propia invención y utilizando para su interpretación métodos probabilísticos, también llamados métodos directos, asimismo originales. Las líneas básicas de su investigación de estos años fueron publicadas por ambos en la monografía Solution of the Phase Problem I. The Centrosymmetric Crystal (1953, cf. recensión de 1955)).
En 1970 se une al grupo de investigación de la Fundación Médica de la Universidad Estatal de Nueva York en Búfalo, en la que es profesor de Biofísica. En 1972 es nombrado Director de Investigación de la misma universidad. Durante esos años plantea diferentes teorías sobre biología molecular y dinámica química, que serán desarrolladas más a fondo durante las décadas posteriores.
En 1985 fue galardonado, junto a su antiguo maestro y colaborador Jerome Karle, con el Premio Nobel de Química por sus extraordinarios descubrimientos para el desarrollo de métodos directos para determinar estructuras cristalinas.
Aparte de este premio principal, recibió otros numerosos reconocimientos (que él mismo relaciona en su autobiografía para el Nobel), y fue doctor honoris causa por distintas universidades.
A pesar de sus orígenes judíos, en cuanto a convicciones religiosas se manifestó ateo en diversas ocasiones.
El asteroide (9931) Herbhauptman fue nombrado en su honor.